# Trigleia di Bitinia
Trigleia o Triglia (in greco Τρίγλεια?, in turco Trilya) detta anche Brylleion (in greco Βρύλλειον?) fu un'antica città portuale della Bitinia situata sulla costa meridionale del Propontide a nord-ovest dell'odierna Bursa). Trigleia fu famosa per il buon vino e lo scalo delle merci.

## Storia

### Antichità

#### V secolo a.C.
Trigleia fu abitata fin dal quinto secolo a.C. e la sua espansione fu dovuta alla costruzione di un porto per il trasporto dei prodotti nel Propontide. Essa costituiva un punto di riferimento per il commercio insieme ai porti di Apamea di Bitinia, Kios, Kurşunlu e Siği.

### Medioevo

#### IX secolo
Nel periodo intorno all'800 d.C. circa, divenne centro religioso per la presenza di un monastero importante: «il Medikion a sud di Triglia di Bitinia, piccolo villaggio dove fanno scalo le navi che vanno da Cpoli a Moudania». La Bitinia fu ricca di monasteri bizantini: attorno a Trigleia, a poca distanza, c'erano i monasteri di Pelecete, Chenolac e Bathyrryax. Trigleia si trovava vicino all'antica città di Germanicopolis (in greco Γερμανικόπολις?), conosciuta anche come Cesarea di Bitinia.

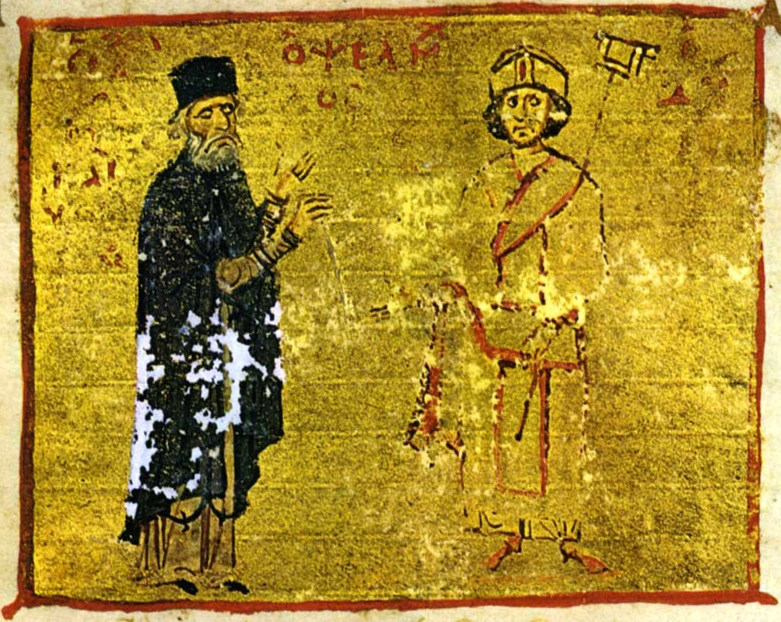
Miniatura rappresentante Michele Psello al cospetto dell'imperatore bizantino Michele VII Ducas.

#### XI secolo
Verso la metà dell'XI secolo, forse nel 1060 o nel 1065, Michele Psello in una sua lettera racconta di aver preso una nave a Trigleia in compagnia di un monaco di nome Elias. Un'altra menzione è riportata nella vita di Andronico II, quando l'imperatore risiedeva a Lampsaco (1284): i rifornimenti per la sua tavola facevano fatica ad arrivare da Kios (Gemlik) e da Trigleia, e per ovviare a tale mancanza confiscarono i polli e i maialetti dei contadini. In quello stesso periodo, con lo sviluppo del commercio marittimo, soprattutto genovese, Trigleia ottenne una certa primazia e prosperità come centro esportatore di vino e di allume.

#### XIV secolo
Il traffico del commercio del vino viene citato per la prima volta in un documento genovese del XIII secolo che testimonia come si continuò ad esportarlo fino al 1381-1382 a Caffa, e questo anche quando Trigleia era sicuramente in mani turche. L'allume invece proveniva da Uluabat (Lopadion) è consisteva in diecimila quintali all'anno, e via terra giungeva al porto di Trigleia da dove veniva spedito. Di conseguenza, Trigleia appare spesso nei portolani e nelle prime mappe nautiche.

#### La conquista Ottomana
Nell'anno 1317, quando Prussa fu assediata da Osman, il coimperatore Andronico III sbarcò a Trigleia, da dove fu in grado di inviare disposizioni alla città colpita. Quando gli ottomani sconfissero Andronico, costituirono a Trigleia un'importante base navale da dove iniziarono le loro scorrerie lungo le coste della Tracia. Quando Bursa fu strappata dal controllo bizantino, nel 1326, e divenne la prima capitale dell'Impero ottomano, ci fu una notevole crescita urbana della città per tutto il XIV secolo. Non si hanno notizie sul declino di Trigleia; è molto probabile che con la conquista da parte dell'impero di Edirne (Adrianopoli), nel 1365, e l'elezione di questa città a nuova capitale per l'amministrazione dei propri territori europei, Trigleia si sia svuotata e poi sia stata abbandonata. La posizione strategica di Edirne, a metà strada tra Europa e Asia, fu motivo di emigrazione.

### Tempi moderni

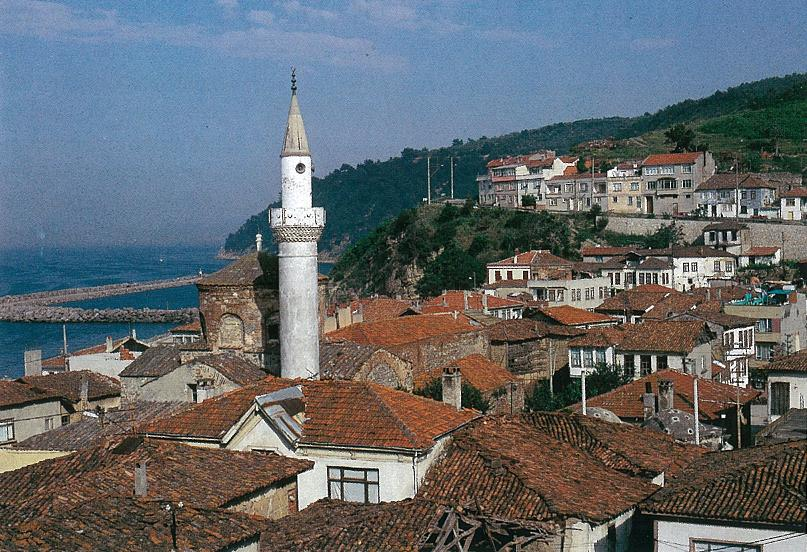
Zeytinbağı 1990

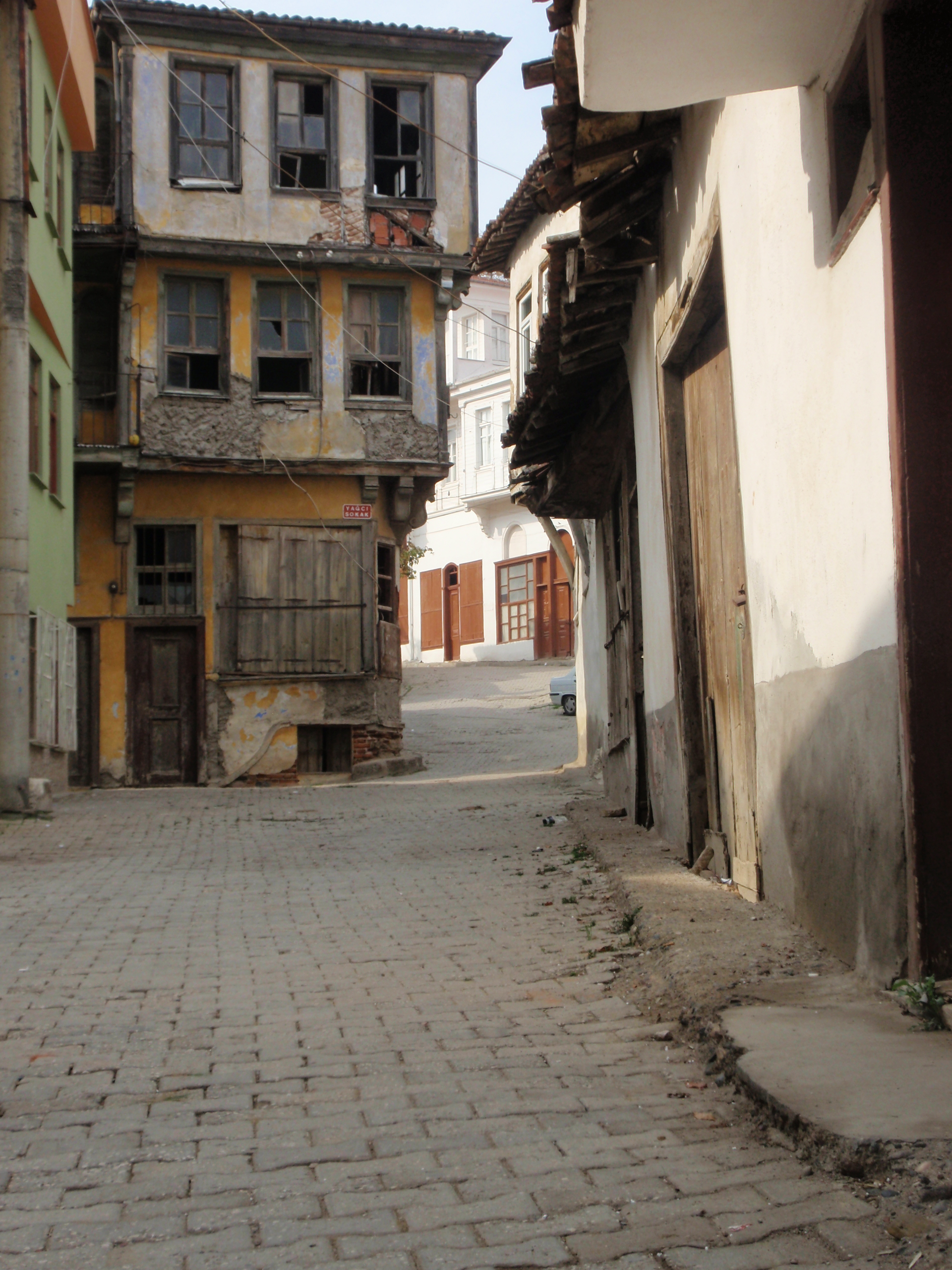
Strada cittadina

Oggi di quella città rimane ben poco. A Zeytinbağı (Trilya), l'odierna Trigleia, vivono poco più di 2500 persone. C'è un piccolo porticciolo e più in alto sulla collina i ruderi abbandonati di un antico edificio religioso (Kemerli Kilise) risalente molto probabilmente al VI-IX secolo.